# مدرسة ألبرز الثانوية
مدرسة ثانوية ألبرز (بالفارسیة: دبیرستان البرز) هي مدرسة تاريخية تعود إلى الدولة البهلوية، وتقع في طهران. تأسست المدرسة كمدرسة ابتدائية في عام 1873 من قِبل مجموعة من المبشرين الأمريكيين المشيخيين بقيادة جيمس باسيت. كان هذا في العام السادس والعشرين من حكم ناصر الدين القاجاري، بعد 22 عامًا من تأسيس الأمير ميرزا محمد تقي خان فراهاني لمدرسة دار الفنون في طهران، وقبل 33 عامًا من الثورة الدستورية الفارسية.
عندما وصل الدكتور والمبشر المسيحي صموئيل جوردان إلى بلاد فارس عام 1898، قام بالتغيير في المدرسة. بعد ذلك، أصبحت مدرسة ألبرز مدرسة ابتدائية وثانوية تُدرس 12 عامًا. بعد ذلك، أصبحت المؤسسة تعرف باسم الكلية الأمريكية في طهران.

## معرض الصور

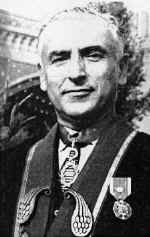
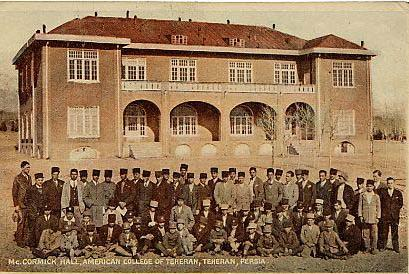
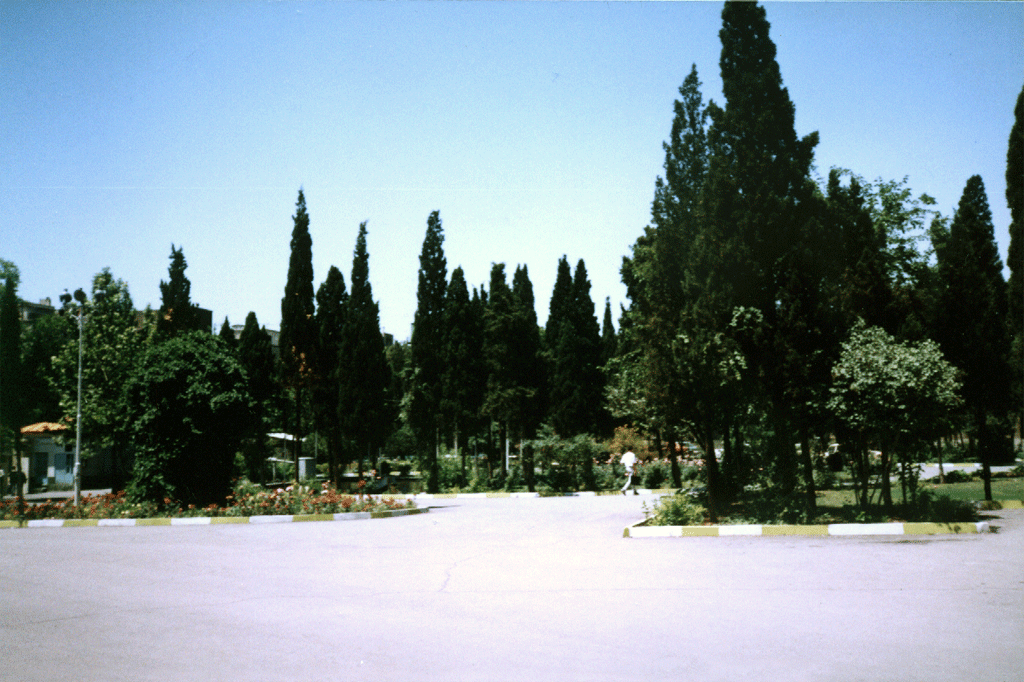
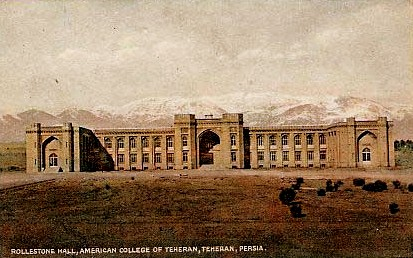
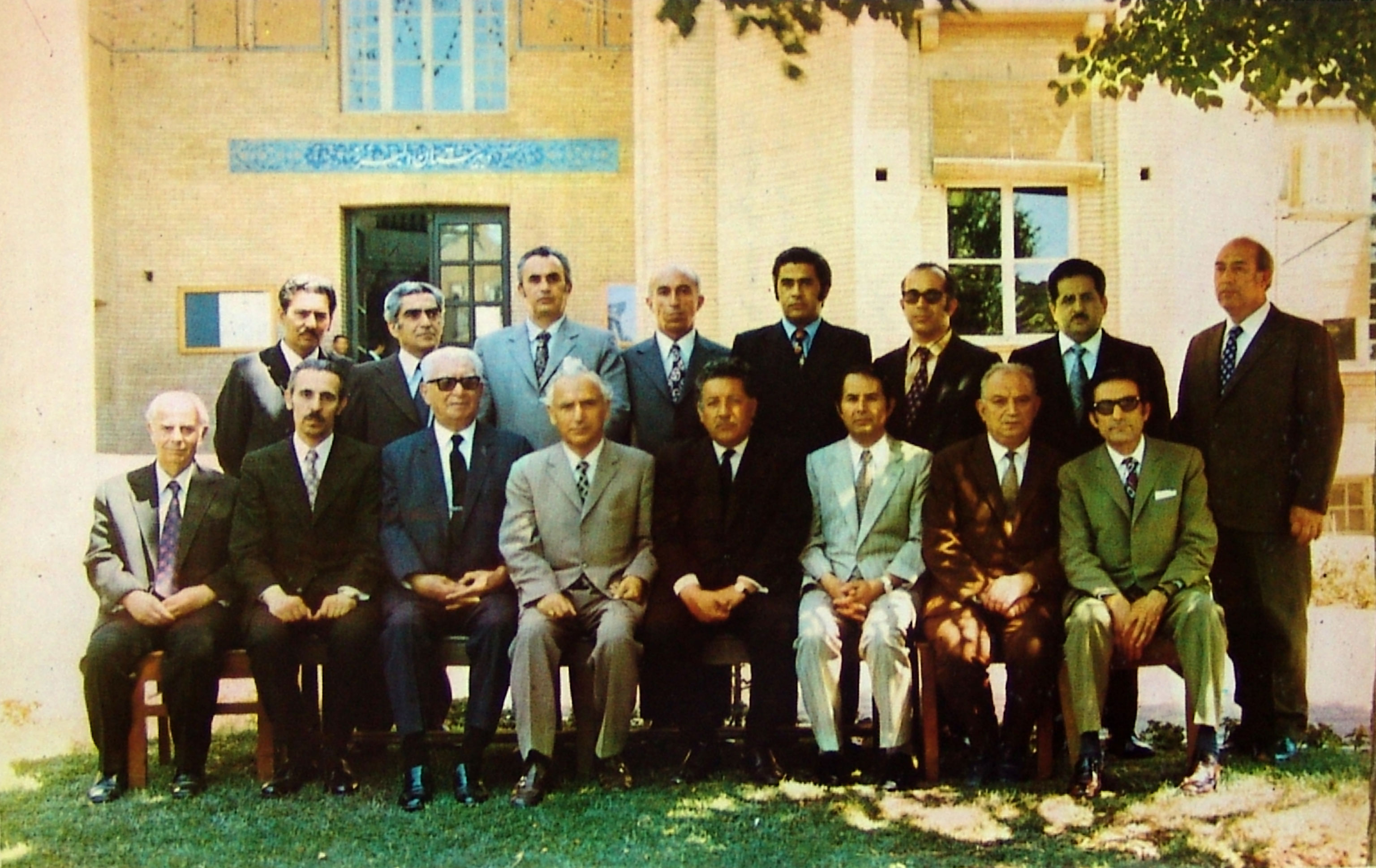